# Rena Effendi
Rena Effendi (Bakoe, 26 april 1977) is een Azerbeidzjaans fotografe. Haar werk is gericht op thema's als milieu, naoorlogse samenleving, de effecten van olie-industrie op mensen en sociale ongelijkheid. Ze woont anno 2011 in Caïro, Egypte.

## Levensloop
Effendi is een dochter van de entomoloog Rustam Effendi. Effendi studeerde aan het Azerbeidzjaans Staatsinstituut voor Talen. Effendi begon met fotograferen in 2001 en werd een fulltime fotograaf in 2005 nadat ze haar baan opzegde als economisch ontwikkelingsspecialist bij United States Agency for International Development in Bakoe. Effendi's eerste monografie Pipe Dreams, gepubliceerd door Schilt Publishing, richt zich op de levens van gewone burgers in Azerbeidzjan, Georgië en Turkije, langs de Bakoe-Tbilisi-Ceyhan-pijpleiding. Effendi begon aanvankelijk in een commerciële betrekking voor BP, het olieconsortium dat de pijplijn in bedrijf heeft via Georgië naar de Zuid-Turkse havenstad Ceyhan. Terwijl ze dit promotiemateriaal fotografeerde, ontdekte ze dat slechts een klein percentage van de bevolking in haar land gewin had bij de oliewinning.
Effendi bracht verder werk voort in Tsjernobyl na de kernramp van 1986, over transgender in Istanboel, dorpsleven in Xınalıq, de Russisch-Georgische Oorlog in 2008 en haar impressies van het leven van jeugd in Teheran, Rusland, Caïro en Afghanistan.
Het Prins Claus Fonds eerde haar in 2011 met een van haar prijzen om "haar bijzondere portretten van de bewoners van zones of silence, voor het documenteren en het aankaarten van de maatschappelijke gevolgen van winstgestuurde ontwikkeling en de noodzaak voor de ondersteuning van maatschappelijke ontwikkeling."
Haar werk werd in kranten en tijdschriften wereldwijd gepubliceerd, waaronder in International Herald Tribune, Newsweek, Financial Times, Time, National Geographic, Marie Claire, Courrier International, Le Monde en L'Uomo Vogue.

## Exposities
Effendi exposeerde in een groot aantal landen, zoals in Azerbeidzjan, Duitsland, Frankrijk, Griekenland, Italië, Noorwegen, Rusland, Turkije en Zwitserland. Ze was ook te zien op de Biënnale van Venetië van 2007. In Nederland exposeerde ze van 12 december 2011 tot 9 maart 2012 in de Prins Claus Fonds Galerie in Amsterdam onder de titel Lives Behind.  In de expositie was werk van verschillende van haar series opgenomen.
Ze komt nogmaals terug met een expositie tijdens het Internationaal Foto Festival in Breda van 13 september tot 21 oktober 2012.

### Selectie van een aantal van haar exposities
- 2008?: Chernobyl: Still life in the Zone (jaartal niet zeker)
- 2009: Pipe Dreams, Zwitserland
- 2011?: Oil Village (jaartal niet zeker)
- 2011-12: Lives Behind, Nederland (Amsterdam)

## Fotoalbums
- 2010: Pipe Dreams: A Chronicle of Lives along the Pipeline, Schilt Publishing, ISBN 978-9053306956, over Zwitserse exposities in 2009
- 2012: Liquid Land: On Butterfly Guilt, Schilt Publishing, ISBN 978-9053307892

## Erkenning
Effendi viel meermaals in de prijzen en won bijvoorbeeld de Fifty Crows Documentary Award, de Mario Giacomelli Memorial Award en de Getty Images Editorial Grant.
In 2008 werd ze door National Geographic onderscheiden met een All Roads Photography Award, in 2009 met de Young Photographer in the Caucasus Award en in 2011 met een Prins Claus Prijs.
- Gemeinsame Normdatei: 133822559
- International Standard Name Identifier: 0000 0000 2795 1536
- Library of Congress Control Number: n2011057410
- Nederlandse Thesaurus van Auteursnamen: 324549245
- PIC: 384315
- RKD-Nederlands Instituut voor Kunstgeschiedenis: 412665
- SNAC: w6cz6xkz
- Système universitaire de documentation: 155644653
- Virtual International Authority File: 3674306
- WorldCat: E39PBJkdj6kk3tB9Tt79r4kv73